# Café Lorenzini
El café Lorenzini, más tarde Café de las Columnas, fue un café madrileño de comienzos del siglo XIX, situado en la calle de Cádiz, callejón entre las calles de Carretas y la Espoz y Mina. Junto con la La Cruz de Malta y la Fontana de Oro fue centro habitual de reunión de diferentes Sociedades Patrióticas.

## Historia
El nombre del café proviene del dueño, José Carlos Lorenzini, que abrió el local en 1820. En 1864 cambió su nombre por el de "Café de las Columnas". Vivió su momento de apogeo durante el trienio liberal, por ser lugar de reunión de los seguidores de Rafael de Riego. También se daban cita en él los integrantes de la sociedad "Amigos de la Libertad", convocados por el poeta Manuel Eduardo de Gorostiza. Asimismo, llegaron a ser famosos los discursos del prócer liberal Salustiano Olózaga. 